# Bailliage de Châtel-sur-Moselle
Le bailliage de Châtel-sur-Moselle ou bailliage de Châté est une ancienne entité administrative du duché puis de la province de Lorraine, ayant existé jusqu'en 1790. Il avait pour chef-lieu Châtel-sur-Moselle.

## Géographie
Le bailliage de Châtel a une étendue à peu près égale à celle du bailliage de Charmes ; la Moselle le traverse allant du sud-est au nord-ouest.
Les bailliages de Darney-en-vôge et d’Épinal sont au sud, celui de Bruyères est à l'est, ceux  de Lunéville et de Rosières-aux-salines sont au nord, celui de Charmes est à l'ouest.

## Histoire
Ce bailliage est un de ceux dont les appels n’allaient pas aux assises de Vôge, mais se relevaient au conseil des ducs de Lorraine. Il avait une coutume particulière divisée en 17 titres ; elle n’était qu’en manuscrits et n’avait pas été homologuée. Le duc Léopold ne considérant cette coutume et celle du comté de Vaudémont que comme des projets, les supprima par son édit de Nancy du 10 mars 1723 et voulut que les individus de ces deux territoires fussent soumis aux dispositions des coutumes générales du duché de Lorraine.
Bademénil-aux-bois, Padoux et St. Génois ou Genest, sont régis par la coutume d’Épinal. Les villages de Nomexy, Padoux et Frison sont du diocèse de Saint-Dié, les autres sont du diocèse de Nancy.
Dans ce territoire la mesure des grains est le resal, qui est du même poids que celui de Nancy, il est divisé en 8 imaux.

## Composition
Jusqu'en 1710 au moins, la plus importante des deux seigneuries de Rozelieures dépendait du bailliage de châtel mais on ignore sa situation en 1779. 
Communautés qui sont dans ce bailliage en 1779 :
- Châtel-sur-Moselle et ses dépendances
- Bademenil-au-bois
- St. Boing ou Sambois
- Borville
- Bouxurulles
- Damas-au-bois ou Dommart
- Frizon
- St. Génois ou St. Genest
- St. Germain-devant-Loro
- Hadigny
- Haillainville et la cense des Convers (ferme de la Fontaine)
- Langley
- Lébeuville
- Montzey, la cense-curiale de Loro et celle de Sabemeix
- Moriville, Magnienville, la cense de Bedon et la verrerie de Porcieux
- Noméxy et le prieuré d'Aubiey
- Les Onzaines et les hameaux des Grandes-verreries et Petites-verreries
- Ortoncourt
- Padoux
- Passoncourt
- Porcieux et le prieuré de Belval
- Rehaincourt
- St. Remy-aux-bois et la cense de Madecourt (Mattecourt)
- Villacourt